# Lotus krylovii
Lotus krylovii là một loài thực vật có hoa trong họ Đậu. Loài này được Schischkin & Serg. miêu tả khoa học đầu tiên.